# PadreMadre
PadreMadre è una canzone di Cesare Cremonini. È il terzo singolo estratto dall'album Bagus uscito nel 2002.
Il brano è un messaggio di Cremonini diretto ai propri genitori nel quale il cantante ammette quanto sia più facile riuscire a dire determinate cose attraverso una canzone. Cremonini ha dichiarato che si tratta del brano più "vero" ed intimista dell'intero album". Con questa canzone Cesare Cremonini si è aggiudicato il Premio Lunezia 2003 "Poesia del rock".
Il video musicale ufficiale del brano è stato diretto da Gaetano Morbioli.

## Il singolo
Il singolo è uscito nei negozi il 10 marzo 2003, ed è il primo nella carriera di Cremonini (contando anche l'esperienza con i Lùnapop) a non riuscire ad entrare nella Top 20 dei singoli più venduti, raggiungendo per due volte al massimo la posizione #21.

## Tracce
CD singolo
1. PadreMadre
2. PadreMadre [Unplugged]
3. Peggy's Blues
4. St. Peter Castle

## Classifiche
| ITA singles chart | ITA singles chart | ITA singles chart | ITA singles chart | ITA singles chart | ITA singles chart | ITA singles chart | ITA singles chart | ITA singles chart | ITA singles chart | ITA singles chart | ITA singles chart | ITA singles chart | ITA singles chart | ITA singles chart |
| Settimane         | 01                | 02                | 03                | 04                | 05                | 06                | 07                | 08                | 09                | 10                | 11                | 12                | 13                | 14                |
| ----------------- | ----------------- | ----------------- | ----------------- | ----------------- | ----------------- | ----------------- | ----------------- | ----------------- | ----------------- | ----------------- | ----------------- | ----------------- | ----------------- | ----------------- |
| Posizione         | 39                | 21                | 23                | 22                | 22                | 26                | 21                | 26                | 43                | 37                | 52                | 56                | 40                | 69                |